# Studebøl
Studebøl (dansk) eller Stutebüll (tysk) er en landsby 3 km nord for Kappel på vej til Rabøl og Svakketorp. Med under Studebøl hører Studebølmark (Stutebüllfeld). Øst for Studebøl ligger Vimose med bebyggelsen Kløvermark (Kleefeld).
Stedet blev første gang nævnt i  1498. Stednavnet er sammensat af stud og -bøl. 
I den danske tid før den dansk-tyske krig 1864 hørte Studebøl under Kappel Sogn. I 1938 blev Studebøl sammen med Melby, Grimsnæs og Sandbæk en del af Melby kommune. I januar 1974 blev Studebøl indlemmet i Kappel. Studebøl har dog bevaret sin karakter som landsby med naturrige omgivelser. 